# Due Carrare
Pour les articles homonymes, voir Due.
Due Carrare est une commune italienne de la province de Padoue, dans la région Vénétie.

## Administration
| Période                                  | Période | Identité | Étiquette | Qualité |
| ---------------------------------------- | ------- | -------- | --------- | ------- |
|                                          |         |          |           |         |
| Les données manquantes sont à compléter. |         |          |           |         |

## À voir pour les amateurs d'aviation
- Château de San Pelagio.

### Hameaux
Cornegliana, Terradura.

### Communes limitrophes
Abano Terme, Battaglia Terme, Cartura, Maserà di Padova, Montegrotto Terme, Pernumia.